# Mercado principal de Maracay
El mercado principal de Maracay es un conjunto de mercados públicos ubicados en Maracay, Venezuela. Construido a principios de los años 1920, en 1929 fue habilitado como mercado. Es el sitio de mayor tradición comercial de la ciudad, y a pesar de ser una vieja edificación, tiene una organización que permite la afluencia masiva de personas.
Construido para servir de cuartel en los años 1920, este inmueble fue conocido como Casa Blanca. Poco más tarde se modificó para servir de hotel y hacia 1929 se habilitó para mercado. Se desarrolla en una planta rectangular con cuatro patios de iguales dimensiones y sucesión de columnas con estilo neoclásico.
El 15 de abril de 1994 fue declarado Monumento Histórico Nacional mediante Gaceta Oficial n.° 35.441.